# Honda Civic Type R
La Honda Civic Type R (in lingua giapponese: ホンダ ・ シビックタイプ R; Hepburn: Honda Shibikku Taipuāru) è un'autovettura compatta di fascia media ad alte prestazioni prodotta dalla casa automobilistica giapponese Honda a partire da settembre 1997, in cinque differenti generazioni. Si tratta della versione di punta della gamma Honda Civic. 
La prima Civic Type R è stata il terzo modello a ricevere la dicitura Type R (dopo le NSX e Integra). Le versioni Type R della Civic presentano tipicamente una carrozzeria alleggerita e irrigidita, motore appositamente messo a punto, freni e telaio migliorati e un cambio a cinque o sei marce manuale. Come per ogni altro modello Type R, il colore rosso viene utilizzato sullo sfondo dello stemma Honda per distinguerlo dagli altri modelli.

## EK9 (1997-2000)
La prima Civic Type R era basata sulla sesta generazione della Civic "EK" e venne introdotta il 19 agosto 1997. L'EK9 condivideva molte caratteristiche con la Honda Integra Type R DC2/JDM DB8 come la rimozione del materiale fonoassorbente e altre caratteristiche per la riduzione del peso, un motore a quattro cilindri siglato B16B con differenziale anteriore a slittamento limitato elicoidale e una trasmissione con rapporti accorciati. Il motore B16B da 1,6 litri (1595 cm³) di cilindrata, all'epoca aveva uno dei più alti rapporti potenze per litro per un motore aspirato, con 185 CV a 8200 giri/min e 160 Nm a 7500 giri/min. Venne utilizzato un telaio monoscocca con differenti saldature per migliorarne la rigidità. Gli interni erano caratterizzati da sedili avvolgenti Recaro rossi, pannelli delle portiere rossi, tappetini Type R rossi, un pomello del cambio in titanio e un volante Momo rivestito in pelle. L'EK9 era disponibile solo in Giappone.
I dati sulle prestazioni erano i seguenti: accelerazione da 0 a 97 km/h in 6,7 secondi e il quarto di miglio coperto in 15,3 secondi. L'EK9 raggiungeva una velocità massima di 225 km/h.
Nel 1998 venne introdotta l'edizione ulteriormente alleggerita chiamata Civic Type R Motor Sports, con ruote in acciaio, interni grigi, finestrini ad azionamento a manovella e rimozione dell'aria condizionata.
Nel 1999 venne sottoposta ad un leggero restyling, venendo dotato di un lettore CD, specchietti retrovisori elettrici retrattili in tinta con la carrozzeria, alzacristalli elettrici, aria condizionata automatica, pedaliera sportiva in alluminio e console centrale in carbonio.

## EP3 (2001-2005)
Nel 2001 Honda ha introdotto sul mercato la seconda generazione della Civic Type R, disponibile solo in versione berlina a 3 porte, venendo prodotta a Swindon in Inghilterra. Questa Civic Type R presentava un motore i-VTEC da 2,0 litri (K20A2) con 200 CV, rinforzi alle saldature del telaio, trasmissione a 6 marce con rapporto ravvicinati e freni maggiorati, ma non aveva ne il differenziale LSD ne i sedili da corsa Recaro rossi che erano standard sulla precedente EK9.
Tuttavia, la Honda ha commercializzato una versione per il mercato giapponese che aveva il differenziale LSD simile a quello dell'EK9, i sedili Recaro, un telaio più rigido e orientato all'uso in pista rispetto al modello europeo, nonché un motore più potente con 215 CV grazie a nuovi collettori di aspirazione, collettori di scarico, alberi a camme, pistoni ad alta compressione, volano al cromo molibdeno e rimappatura della centralina.
Nel 2003, l'EP3 è stata aggiornata con molti miglioramenti: sterzo più rapido, sospensioni riviste e frizione e volano più leggeri, facendo scende il tempo da 0 a 100 km/h da 6,8 secondi a 6,6 secondi. Esteticamente gli spoiler anteriori e posteriori sono stati ridisegnati, gli indicatori di direzione sono stati spostati dai paraurti agli specchietti laterali, i fari e le luci posteriori hanno ricevuto un nuovo disegno. Inoltre, i vetri laterali posteriori e il lunotto sono stati oscurati.

## FD2/FN2 (2007-2011)

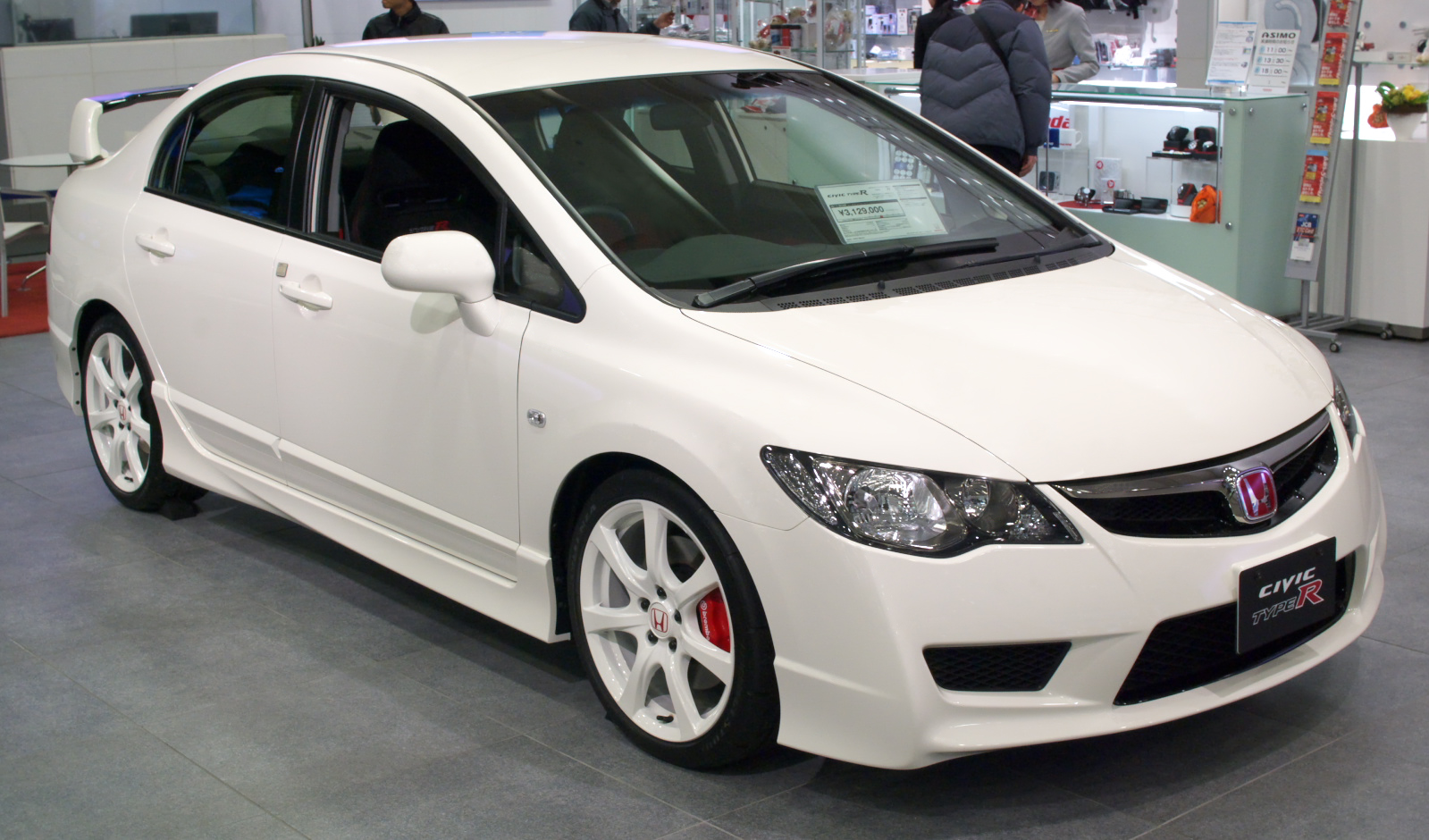
Type R FD2 JDM

La terza generazione della Civic Type R è stata offerta in due modelli distinti: uno sviluppato per il mercato interno giapponese e l'altro per i mercati d'esportazione internazionali.

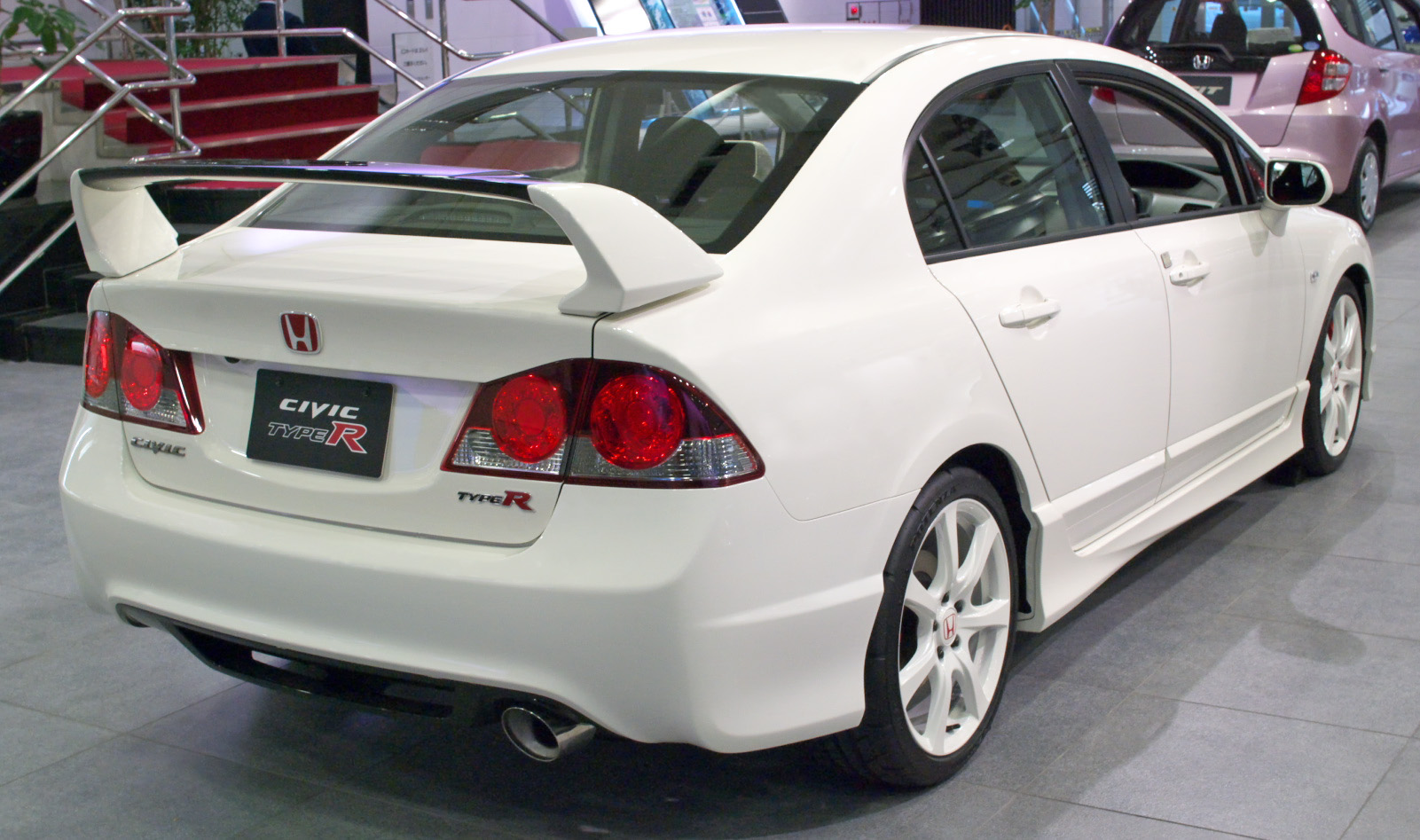
Retro Type R FD2 JDM

Sul mercato europeo e internazionale la Civic Type R è disponibile solo in versione a tre porte e utilizza un telaio e una meccanica differenti (in particolare, ha il posizionamento del serbatoio sotto il sedile del conducente). La sospensione posteriore, precedentemente con configurazione indipendente a doppio braccio oscillante, è stata modificata con un più semplice assale rigido. La trasmissione e il motore sono in gran parte la medesima della vecchia serie, erogando 201 CV a 7800 giri/min e 193 Nm di coppia a 5600 giri/min, con il 90% della coppia massima disponibile a partire da 2500 giri/min. L'auto è dotata di pneumatici Bridgestone 225/40 R18, ma erano disponibili anche come optional i cerchi da 19 pollici equipaggiate con pneumatici Yokohama 225/35 ZR19.

### Type R JDM (FD2)
La Civic Type R (FD2) riservata per il mercato giapponese, che è stata messa in vendita il 30 marzo 2007, è disponibile solo come berlina a quattro porte anziché a tre porte. L'FD2 è più grande, più larga e più pesante dell'EP3. Il passo è cresciuto da 2570 mm a 2700 mm, conferendo all'FD2 maggiore stabilità sui curvoni veloci. La potenza del motore del modello giapponese è superiore rispetto a quello europeo, con 225 CV a 8000 giri/min e 215 Nm di coppia massima a 6100 giri/min, scaricati a terra sulle ruote anteriori mediante un cambio manuale a sei marce e un differenziale a slittamento limitato. I dischi dei freni anteriori hanno un diametro di 320 mm e sono dotati di pinze a quattro pistoncini della Brembo. La vettura monta pneumatici Bridgestone che misurano 225/40 R18.
Per risparmiare peso, sulla scocca e carrozzeria viene fatto largo uso d'alluminio attraverso un processo ad incollaggio con adesivo anziché venir saldato.

## FK2 (2015-2017)
Nel gennaio 2015 Honda ha annunciato la quarta generazione della Civic Type R (chiamata FK2), che ha poi debuttato all'85º Salone di Ginevra. È la prima Civic Type R turbocompressa.
La FK2 è alimentata dal motore K20C1 a iniezione diretta di carburante da 1996 cm³ (2,0 litri) con sovralimentazione mediante turbo a quattro cilindri in linea, con una potenza di 310 CV a 6500 giri/min e coppia massima di 400 Nm a 2500–4500 giri/min. Inoltre è dotato della fasatura variabile delle valvole VTEC, blocco motore interamente in alluminio e un collettore di scarico completamente integrati nella testata.
Il sistema VTEC entra in funzione alle basse velocità solo sulle valvole di scarico per alimentare meglio la turbina e quindi ridurre il ritardo del turbo. Per raffreddare l'aria in entrata nell'aspirazione viene utilizzato un classico intercooler aria-aria montato anteriormente.
Il motore è accoppiato a un cambio manuale a 6 marce con un differenziale a slittamento limitato. Honda ha dichiarato che la Type R può accelerare da 0 a 100 km/h in 5,7 secondi. Sono montati freni più grandi rispetto alla vecchia generazione, con all'anteriore dischi ventilati e forati da 351 mm e al posteriore dischi pieni da 305 mm. Per la prima volta, sulla Civic viene utilizzato un sistema di ammortizzatori adattivi, che regolano lo smorzamento in modo indipendente su ciascuna ruota con l'ausilio di una valvola elettromagnetica. Di serie monta cerchi da 19 pollici con pneumatici 235/35 R19. 

## FK8 (2017-2019)
Il prototipo della Civic Type R di quinta generazione è stato presentato a settembre 2016 al Salone di Parigi, mentre la versione definitiva per la produzione in serie al Salone di Ginevra 2017. 

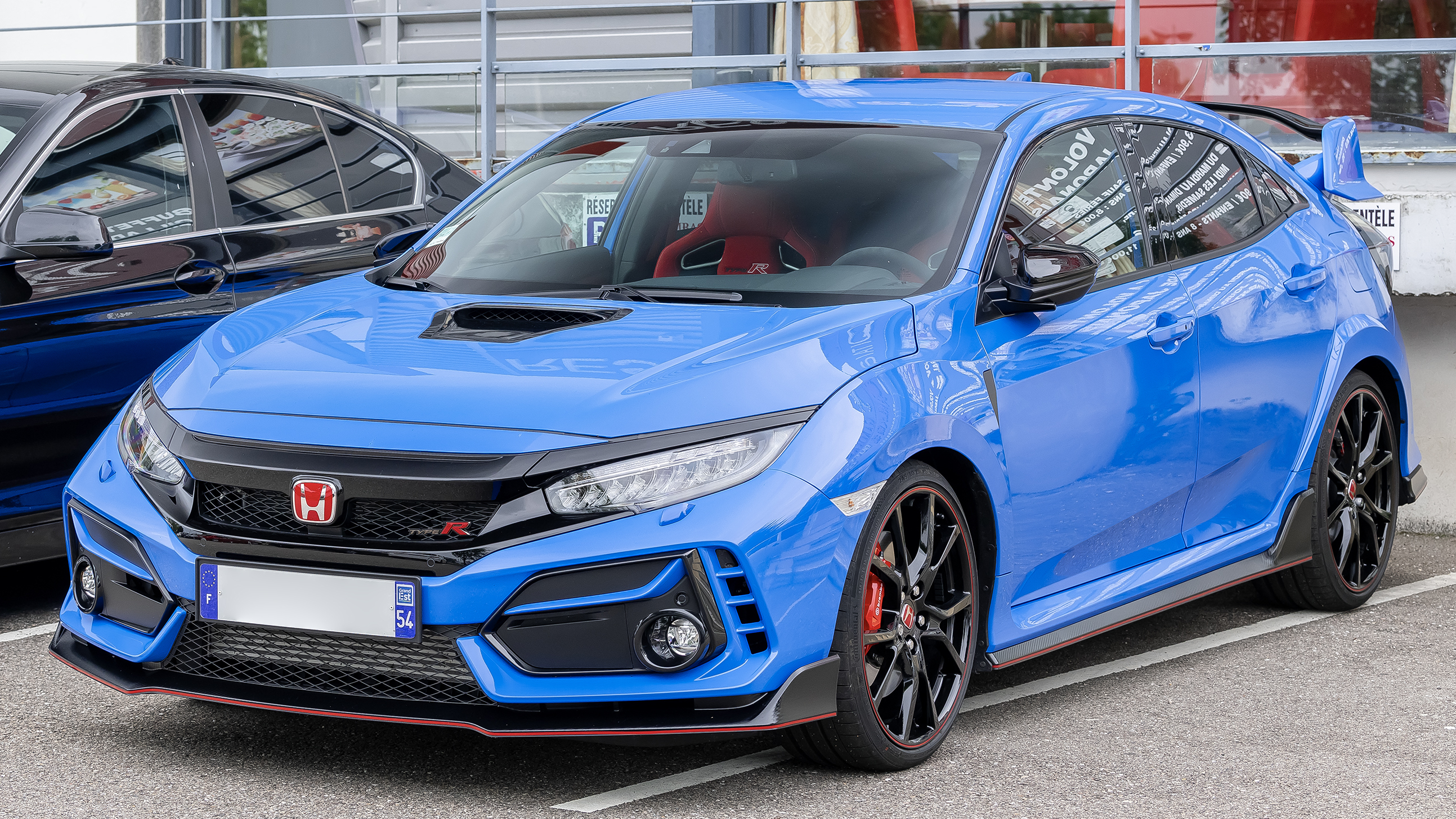
Civic Type R FK8 restyling

Basata sulla Civic a due volumi, si differenzia all'anteriore per uno splitter in finta fibra di carbonio, prese d'aria maggiorate, una nuova presa d'aria sul cofano, sfoghi d'aria sui parafanghi, copertura fumé per i fari a LED, minigonne laterali ad effetto fibra di carbonio, cerchi in lega da 20 pollici di color nero con gomme 245/30 R20 ad alte prestazioni, passaruota allargati, un diffusore posto sotto il paraurti posteriore con 3 terminali di scarico centrali e un doppio alettone sul cofano posteriore. Gli elementi aerodinamici, come alettone e splitter, aumentano ulteriormente la deportanza rispetto al modello uscente.
La FK8 Civic Type R utilizza lo stesso motore della precedente serie, un quattro cilindri in linea turbo con potenza aumentata a 320 CV nella versione europea e giapponese (ma rimane lo stesso da 310 CV in altri mercati). Il motore è abbinato a un cambio manuale a 6 rapporti accorciati con differenziale a slittamento limitato. L'FK8 ha una velocità massima di 272 km/h, che la rende al momento del lancio la Civic Type R più veloce mai prodotta. Ad inizio 2020 viene sottoposta ad un leggero restyling.
Il 3 aprile 2017, una Type R di pre-produzione ha stabilito un tempo sul giro di 7:43.80 sul Nürburgring Nordschleife, andando quasi 7 secondi più veloce della vecchia generazione, stabilendo anche un nuovo record per le auto a trazione anteriore. L'auto ha stabilito anche nuovi record sul giro per vetture 
a trazione anteriore su altri circuiti come Magny-Cours, Spa-Francorchamps, Silverstone, Estoril, Hungaroring e Mount Panorama.

## FL5 (2022-)
La Civic Type R di sesta generazione è stata introdotta il 20 luglio 2022, chiamata con il nome in codice FL5. Viene costruita a Yorii, Saitama, in Giappone, dove viene assemblata anche la normale Civic per il mercato giapponese.

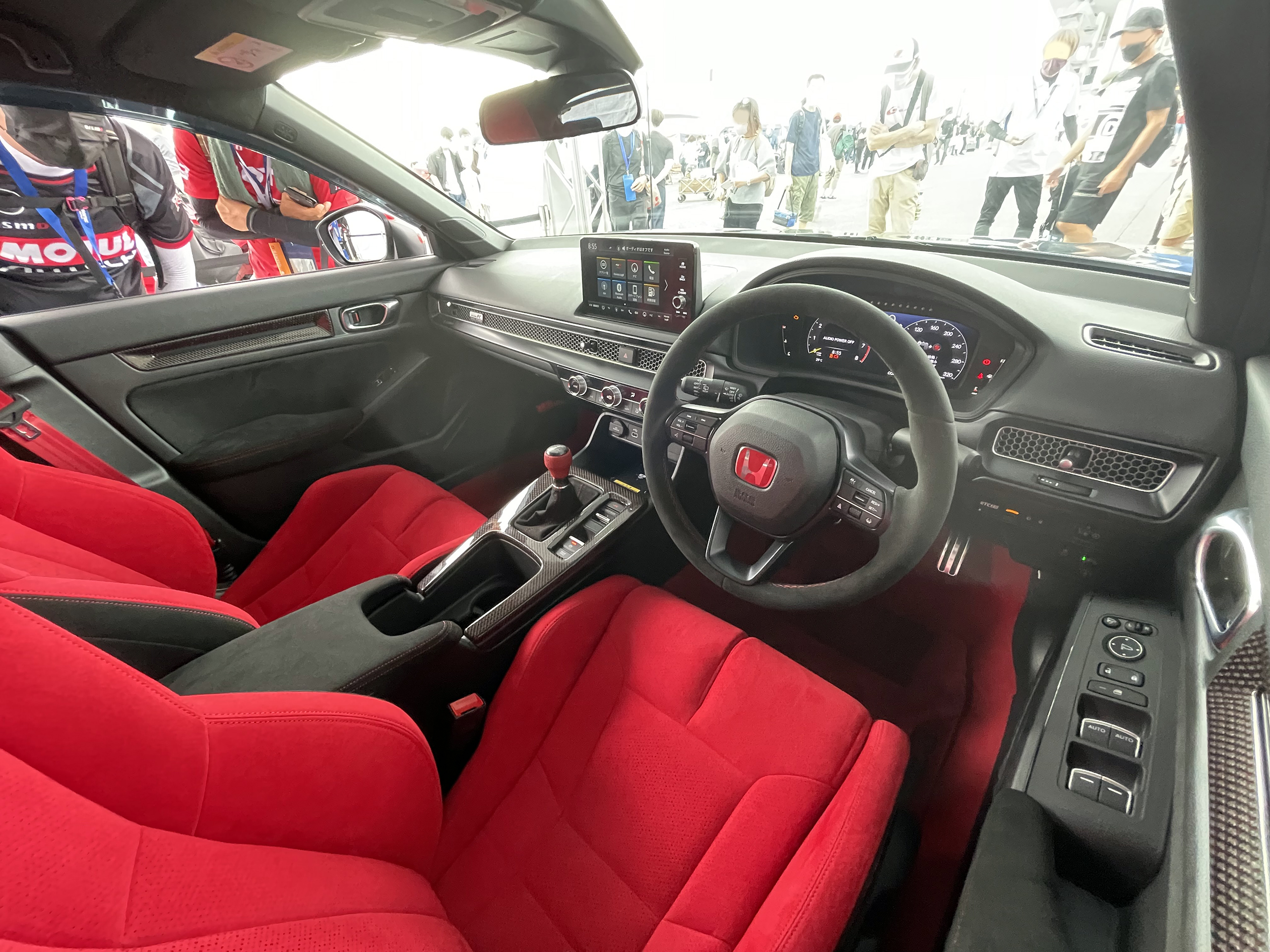
Interni

La FL5 ha un design meno aggressiva ed esasperato rispetto alla sua antenata, con sfoghi e prese d'aria più piccole, ruote da 19 pollici più piccole rispetto alla generazione precedente (che aveva ruote da 20 pollici), però il battistrada è stato maggiorato per via dell'utilizzo di pneumatici Michelin Pilot Sport 4S con misure 265/30 (precedentemente erano 245/30). Al contrario della vecchia serie, per i raccordi delle portiere e dei parafanghi posteriori, invece di utilizzare la plastica per ottenere gli allargamenti necessari ad alloggiarvi gli pneumatici più grandi, sono stampati direttamente in lamiera.
L'interno è dotato di sedili semi-avvolgenti, moquette rossa e un'interfaccia specifica per lo schermo del quadro strumenti e del sistema dell'infotainment.
Il motore a benzina turbocompresso da 2,0 litri viene ripreso dalla generazione precedente, qui però ha 329 CV e diverse modifiche, tra queste al turbocompressore che è stato rivisto e presenta un alloggiamento più compatto per migliorarne l'efficienza. Sulla turbina sono stati ottimizzati sia il numero di pale che la forma per aumentare la potenza e migliorarne il flusso d'aria.
Nel marzo 2022 il modello di pre-produzione ha battuto il record sul giro del circuito di Suzuka per le automobili a trazione anteriore, stabilendo un tempo sul giro di 2:23.120. L'anno seguente ad aprile ha battuto il record nel tempo sil girò per le auto di serie a trazione anteriore al Nürburgring, completando una tornata con il tempo di 7:44.881.

## Riconoscimenti
- Red Dot Design Award 2023[31]